# الیله
آلیله روستایی است که در استان اردبیل، شهرستان گرمی، بخش مرکزی، دهستان انی قرار دارد.
روستای آلیله از مرکز شهر ۱۲ کیلومتر فاصله دارد و مرکز شهر گِرمی هم حدود ۱۱۵ کیلومتر از شهر اردبیل فاصله دارد.
دارای مناظر متحیّر کننده و آب و هوای خنک در فصل تابستان است.
دارای چشمه های آب سرد در نقاط مختلف روستا میباشد .که باعث به جریان افتادن رود خانه هایی در اطراف روستا گشته است و آبشارهای بزرگی در مسیر رود ها وجود دارد .
یکی دیگر از جاذبه های این روستا غار  لونج میباشد
این غار در زمانهای قدیم محل نگهداری دام مخصوصا گوسفند بوده و روستائیان برای جلوگیری از خسته شدن گوسفندان ، پس از چرا در آنجا نگهداری می کردند. در داخل غار ، اتاقک ها ( آغول در اصطلاح محلی ) بودند و هر آغول متعلق به خانواده ای بود. چون غار بنوعی محل زندگی چوپانان هم بود در آنجا تنور و اوجاق هم بود. این مکان دیدنی یک آبشار فصلی مرتفع دارد که در ایام پرآب مثل اواخر پاییز و اوایل بهار چشم هر بیننده ای خیره می کند.
وجودگورستان بزرگ تاریخی، با سنگ های مجسمه ای بزرگ منقش به متون و طرح های حکاکی شده با قدمت بیش از هزار سال چشم هر بیننده ای را متحیر می سازد.

## جمعیت
بر اساس سرشماری سال ۱۳۹۵ جمعیت این روستا ۴۳۰ نفر با ۹۰ خانوار بوده‌است.

## جاذبه های گردشگری
- بافت پله‌کانی روستای آلیله از جاذبه‌های مهم گردشگری به شمار می‌رود چرا که این بافت همواره برای گردشگران جذاب میباشد.انواع گیاهان دارویی از قبیل بویمه‌در‌ن، سومورخان گولو(گل‌گاوزبان)، بابا‌نی(بابونه)، ایستی‌اوت، ساققیز چوپو(کاسنی)، آیبه، کهلیک‌اوتو، جینجیلیق، همه‌کوجو، جیگیرتیکان، نانه(نعناع)، قویون‌قولاغی، گیلدیک، بویورتیکان(تمشک)، بالدیرغان، احمدچای و یارپوز(پونه) نمونه‌هایی از گیاهاین دارویی روستای آلیله است.
- از دیگر جاذبه‌های طبیعی گردشگری در این روستا علاوه بر طبیعت سرسبز و بکر  آبشار جهنم شوله‌سی، دئییرمان دره‌سی، منطقه نیمه‌جنگلی قجل، آبشار آلمالی شوله‌سی، آبشار میشئیله و چشمه آب معدنی سویوخ بولاغ اشاره کرد.
- غارهای متعدد لونج، سارای و ممدحسن کوهولو و قاراقوش اوتوران که در طول تاریخ مورد سکونت انسان‌ها بوده، تپه‌های دوران اشکانی و استل‌های سنگی دوره ایلخانی- تیموری با کتیبه و نقوش هندسی زیبا، میزی سنگری، سراسلان سنگری و توپ آتیلان از جمله آثار باستانی آلایله است.
- محوطه گورستان روستای آلیه مربوط به دوره ایلخانی و تیموری می‌باشد که سنگ‌نوشته‌های تاریخی این دوران در گورستان آلیله موجود است.
- اثر ناملموس ثبت شده " آللاه لاما" یا همان جشن شکرانه برداشت گندم توسط اهالی  این روستا هر ساله برگزار میشود [۱]

- پرونده:روستای الیله یکی از زیبا ترین و همچنین یکی از بزرگ ترین روستای استان اردبیل هست